# Estado-Maior das Forças Armadas Ucranianas
O Estado-Maior das Forças Armadas da Ucrânia (em ucraniano: Генеральний штаб Збройних сил України) é o órgão central da Administração das Forças Armadas e supervisiona a gestão operacional das forças armadas sob o Ministério da Defesa da Ucrânia.
O Chefe do Estado-Maior das Forças Armadas da Ucrânia é nomeado pelo Presidente da Ucrânia, que é o Comandante Supremo das Forças Armadas. Em 28 de março de 2020, foi introduzido um novo cargo de Comandante-em-Chefe das Forças Armadas da Ucrânia, separando-se do Chefe do Estado-Maior. O atual chefe do Estado-Maior é Serhiy Shaptala, enquanto o Comandante-Chefe se tornou Valerii Zaluzhnyi.
O Estado-Maior foi criado em 1991-92 com base no quartel-general do Distrito Militar de Kiev das antigas Forças Armadas Soviéticas.